# ليلى كرم
ليلى كرم (1937  - 2 ديسمبر 2008)، هي ممثلة لبنانية. كانت بدايتها في إذاعة «الشرق الأدنى اللبنانية» في عام 1956، قدمت عددًا من المسلسلات وظهرت في عدد من الأفلام في لبنان ومصر في سبعينيات وثمانينيات القرن العشرين، وهي الشقيقة الكبرى للممثلة نبيلة كرم. كرمت بعدد من الجوائز منها جائزة موركس دور ببيروت في 20 يونيو 2007 حيث نالت جائزة الموركس الفخرية التكريمية لممثلة لبنانية من الرائدات.
توفيت في 2 ديسمبر 2008 بعد صراع مع المرض وشكوى من تجاهل لظروف عدد من الفنانين في فترات الأزمات، ووريت الثرى في مدفن العائلة في مار ضومط، برج حمود.

## أفلام
- بنت الحارس[7] 1967
- سفر برلك IMDB
- نغم في حياتي 1975
- حبي الذي لا يموت 1983
- بيروت الغربية (West Beyrouth) بيروت الغربية 1998

## مسلسلات
- الدنيي هيك
- أيام الدراسة
- إبراهيم أفندي
- المعلمة والأستاذ
- أحلام وليالي
- مرتي وأنا
- تلاميذ آخر زمن

## مسرح
- ميس الريم 1975
- (مسرحية الأطفال - غابة الفرح -1992- تأليف وإخراج :طوني غطاس)
- (مسرحية الأطفال - رحلة العجائب - 1997- تأليف وإخراج : طوني غطاس)
- (مسرحية الكاوبوي مر من هنا - 1990 - مع إبراهيم مرعشلي)
- (مسرحية بوب والأربعين حرامي - 1995- مع إبراهيم مرعشلي)

## روابط خارجية
- ليلى كرم على موقع IMDb (الإنجليزية)
- ليلى كرم على موقع قاعدة بيانات الأفلام العربية
- ليلى كرم على موقع قاعدة بيانات الفيلم (الإنجليزية)